# Roland Verwiebe
Roland Verwiebe (* 1971 in Ost-Berlin) ist ein deutscher Soziologe und Professor an der Universität Potsdam.

## Leben
Roland Verwiebe studierte von 1991 bis 1997 Sozialwissenschaften an der Humboldt-Universität zu Berlin und der Columbia University in New York. Im Anschluss lehrte er an der Humboldt-Universität zu Berlin und wurde dort 2003 promoviert. Berufliche Stationen an der Universität Hamburg und in Duisburg schlossen sich an. Von 2009 bis 2019 war Roland Verwiebe Universitätsprofessor für Sozialstrukturforschung und quantitative Methoden am Institut für Soziologie der Universität Wien, seit 2019 hat er die Professur für Sozialstruktur und soziale Ungleichheit an der Universität Potsdam inne. In seiner Forschung beschäftigt sich der Soziologe vor allem mit Themen wie Arbeitsmarkt, Migration und soziale Ungleichheit.

## Publikationen (Auswahl)
- Mit Yuri Kazepov: Vienna. Still a Just City? London: Routledge 2021.
- Mit Laura Wiesböck: Mittelschicht unter Druck. Dynamiken in der österreichischen Mitte. Wiesbaden: Springer / VS 2021.
- Als Hrsg.: Werte und Wertebildung aus interdisziplinärer Perspektive. Wiesbaden: VS Verlag für Sozialwissenschaften 2019.
- Mit Johann Bacher, Alfred Grausgruber, Max Haller, Franz Höllinger, Dimitri Pradner: Sozialstruktur und Wertewandel in Österreich. Trends 1986-2016. Wiesbaden: Springer / VS 2018.
- Als Hrsg.:  Armut in Österreich. Bestandsaufnahme, Trends, Risikogruppen. Wien: Braumüller 2011.
- Mit Steffen Mau: European Societies. Mapping Structure and Change. Bristol: Policy Press 2010.
- Mit Steffen Mau: Die Sozialstruktur Europas. Konstanz: UTB 2009.
- Als Hrsg.: Transnationale Mobilität innerhalb Europas. Eine Studie zu den sozialstrukturellen Effekten der Europäisierung. Berlin: Edition Sigma 2004.